# Sloupno (district de Hradec Králové)
Pour les articles homonymes, voir Sloupno.
Sloupno (en allemand : Slaupno) est une commune du district de Hradec Králové, dans la région de Hradec Králové, en République tchèque. Sa population s'élevait à 511 habitants en 2022.

## Géographie
Sloupno se trouve à 2 km au nord de Nový Bydžov, à 24 km à l'ouest-nord-ouest de Hradec Králové et à 79 km à l'est-nord-est de Prague.
La commune est limitée par Skřivany au nord, par Králíky à l'est, par Nový Bydžov au sud, et par Starý Bydžov et Smidary à l'ouest.

## Histoire
La première mention écrite de la localité date de 1278.

## Galerie

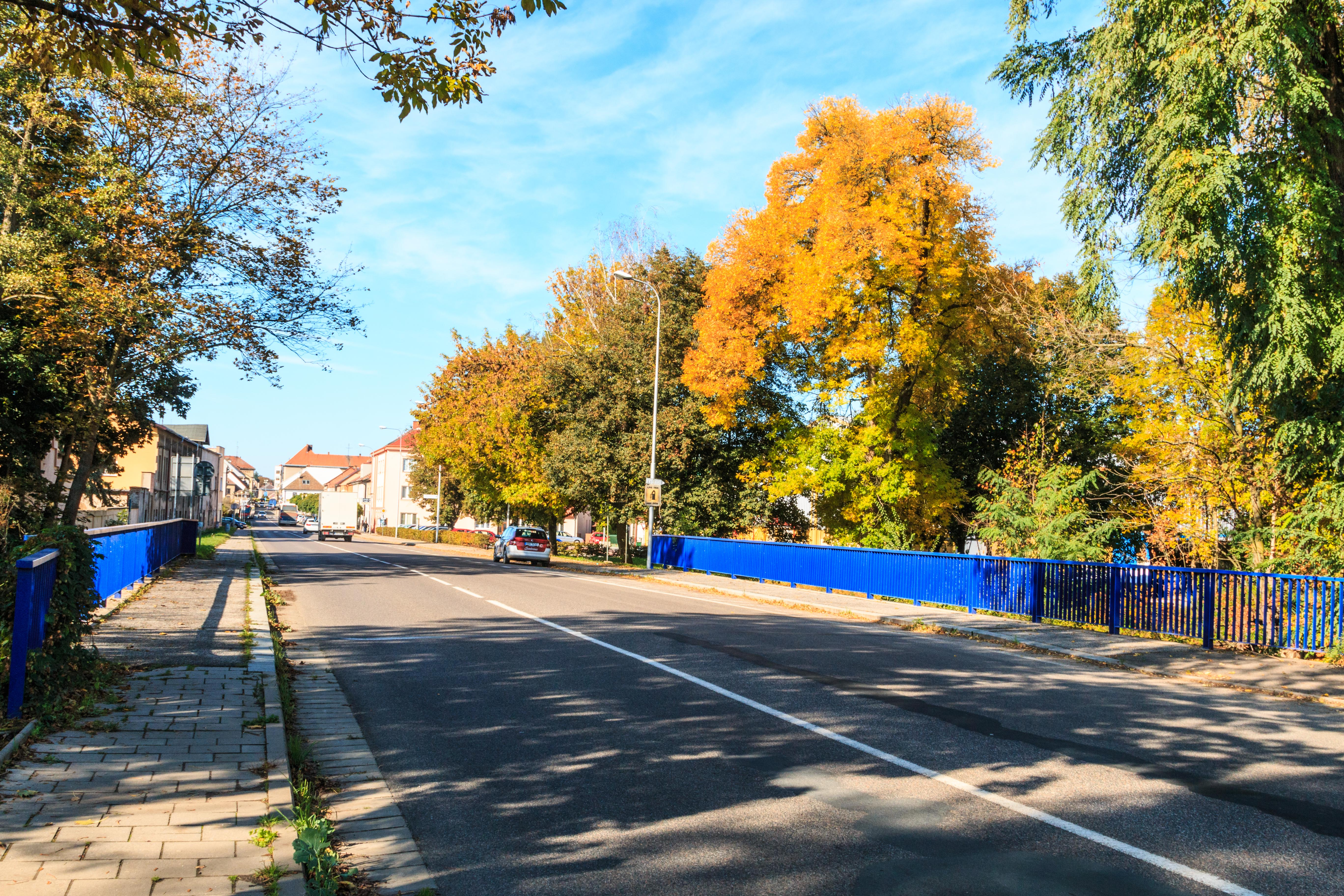
Avenue Dudelska.
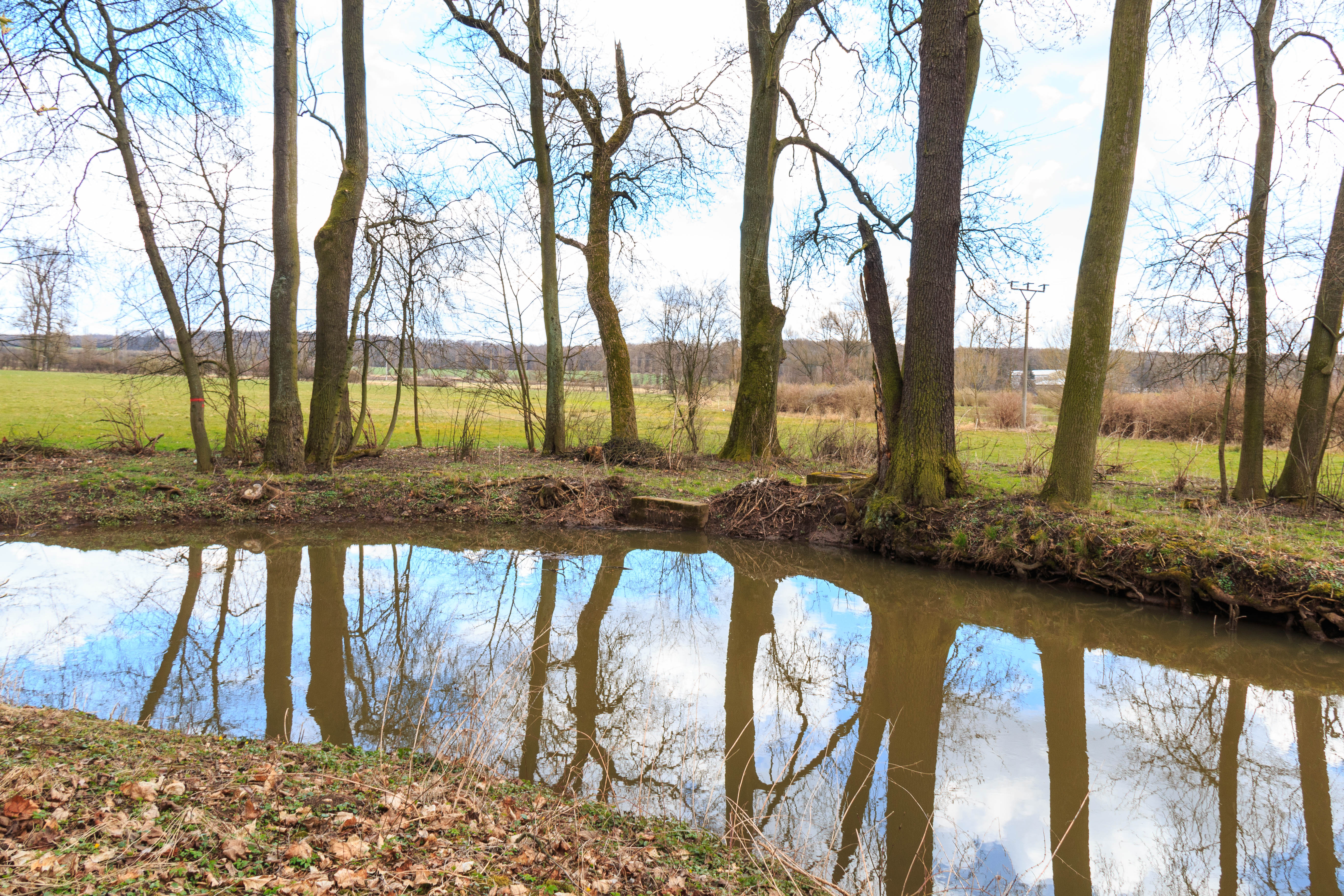
Javorka a Cidlina - Sběř.

## Transports
Par la route, Sloupno se trouve à 2,5 km de Nový Bydžov, à 31 km de Hradec Králové et à 99 km de Prague. 